# Jewgeni Wladimirowitsch Chazei
Jewgeni Wladimirowitsch Chazei (russisch Евгений Владимирович Хацей; * 8. September 1976 in Tscheljabinsk, Russische SFSR; † 25. Mai 2023 in Omsk, Russland) war ein russischer Eishockeyspieler, der in seiner aktiven Zeit von 1998 bis 2009 unter anderem für Witjas Tschechow in der Kontinentalen Hockey-Liga gespielt hat. Zwischen 2015 und 2018 war er Generalmanager beim HK Jugra Chanty-Mansijsk.

## Karriere
Jewgeni Chazei begann seine Karriere als Eishockeyspieler in seiner Heimatstadt beim HK Metschel Tscheljabinsk, für den er von 1997 bis 1999 in der russischen Superliga aktiv war. Nach einem einjährigen Gastspiel bei deren Ligarivalen Torpedo Jaroslawl kehrte er von 2000 bis 2002 zu Metschel Tscheljabinsk zurück. In der Saison 2001/02 lief der Angreifer zudem in 14 Spielen für den HK Metallurg Magnitogorsk auf. In der Saison 2002/03 stand Chazei für Amur Chabarowsk auf dem Eis. Die folgende Spielzeit begann der Stürmer bei seinem mittlerweile in die zweitklassige Wysschaja Liga abgestiegenen Ex-Klub aus Tscheljabinsk, wechselte im Laufe der Spielzeit allerdings zum Erstligisten HK Awangard Omsk, mit dem er am Saisonende erstmals Russischer Meister. Durch diesen Erfolg qualifizierte sich Chazei mit seiner Mannschaft für den IIHF European Champions Cup, in dessen Finale er sich 2005 mit Omsk gegen Kärpät Oulu aus der finnischen SM-liiga durchsetzte.
In der Saison 2005/06 spielte Chazei für den HK Sibir Nowosibirsk, ehe er ein weiteres Jahr für Awangard Omsk auflief. In der Saison 2007/08 stand der Russe sowohl für Omsk, als auch für Nowosibirsk auf dem Eis. Im Sommer 2008 wurde der Flügelspieler von Witjas Tschechow aus der neugegründeten Kontinentalen Hockey-Liga verpflichtet, bei dem er im Anschluss an die Saison 2008/09 seine Karriere beendete.

## Erfolge und Auszeichnungen
- 2004 Russischer Meister mit dem HK Awangard Omsk
- 2005 IIHF-European-Champions-Cup-Gewinn mit dem HK Awangard Omsk